# Madison, Indiana
Madison este o localitate, municipalitate și sediul comitatului, Jefferson, statul Indiana, Statele Unite ale Americii.